# Треугольник роста Индонезия — Малайзия — Сингапур

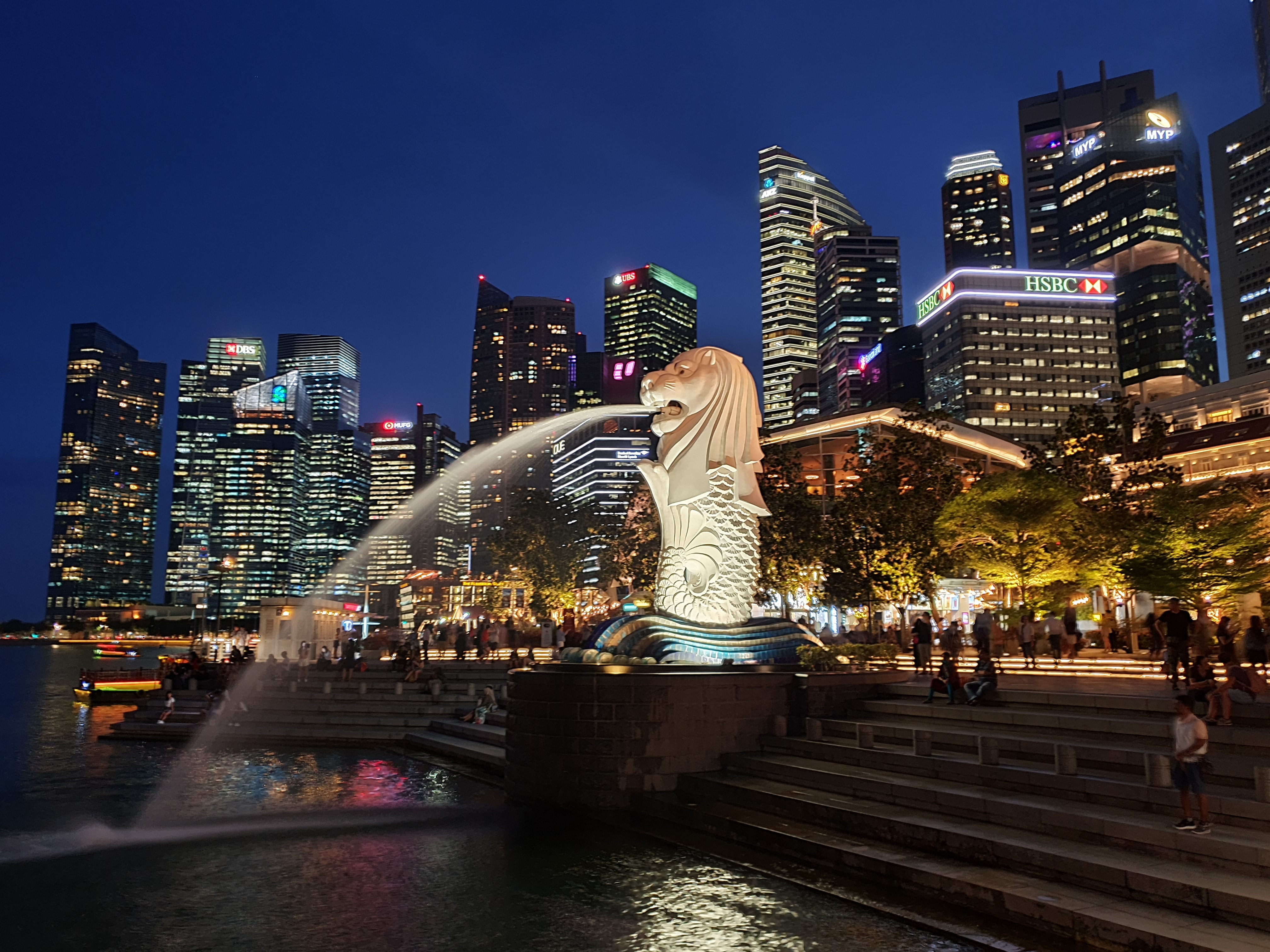
Панорама Сингапура — одного из центров экономической зоны

Треугольник роста Индонезия — Малайзия — Сингапур (англ. Indonesia–Malaysia–Singapore growth triangle) или треугольник роста Сингапур — Джохор — Риау (англ. Singapore–Johor–Riau growth triangle; часто сокращается как SIJORI) — транснациональная экономическая зона, установленная в 1994 году между Индонезией, Малайзией и Сингапуром для укрепления торговых связей в регионе. Она включает в себя малайзийский штат Джохор, город-государство Сингапур и часть индонезийской провинции Кепулауан-Риау.

## История
Концепция подобного «треугольника роста» впервые была предложена вторым премьер-министром Сингапура Го Чок Тонгом в 1989 году. Она предполагала создание специальной экономической зоны, которая бы связала сингапурскую инфраструктуру, капитал и технологии с природными и людскими ресурсами близлежащих малайзиских и индонезийских провинций, способствуя переносу туда трудоёмкой промышленности города-государства. По задумке, это должно было укрепить связи между тремя государствами, уже сотрудничавшими в рамках Ассоциации государств Юго-Восточной Азии, и повысить инвестиционную привлекательность региона.
Идею создания подобной экономической зоны одобрил и четвёртый премьер-министр Малайзии Махатхир Мохамад, и второй президент Индонезии Сухарто, которые в то время занимали свои должности. Официально оформлено объединение было 17 декабря 1994 года, когда представители трёх государств — заместитель премьер-министра Сингапура Ли Сяньлун, министр торговли Малайзии Рафида Азиз и министр-координатор по вопросам торговли и промышленности Индонезии Хартоно — подписали соответствующий меморандум о взаимопонимании.